# Leptanthura argentinae
Leptanthura argentinae is een pissebed uit de familie Leptanthuridae. De wetenschappelijke naam van de soort is voor het eerst geldig gepubliceerd in 1982 door Kensley.